# Wyższe Seminarium Duchowne Kościoła Polskokatolickiego w Warszawie

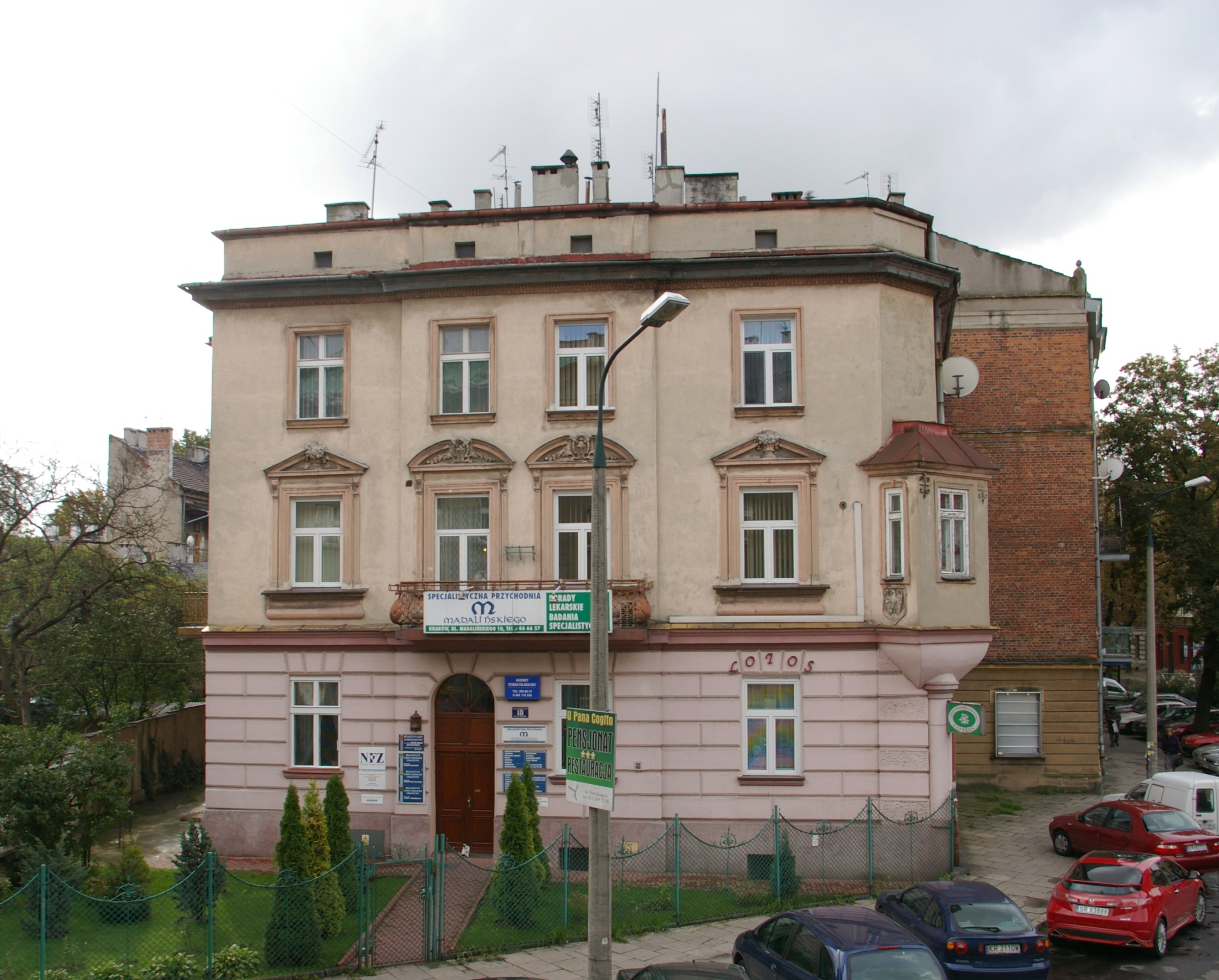
Budynek Seminarium Duchownego przy ul. Madalińskiego 10 w Krakowie (1923-1928)

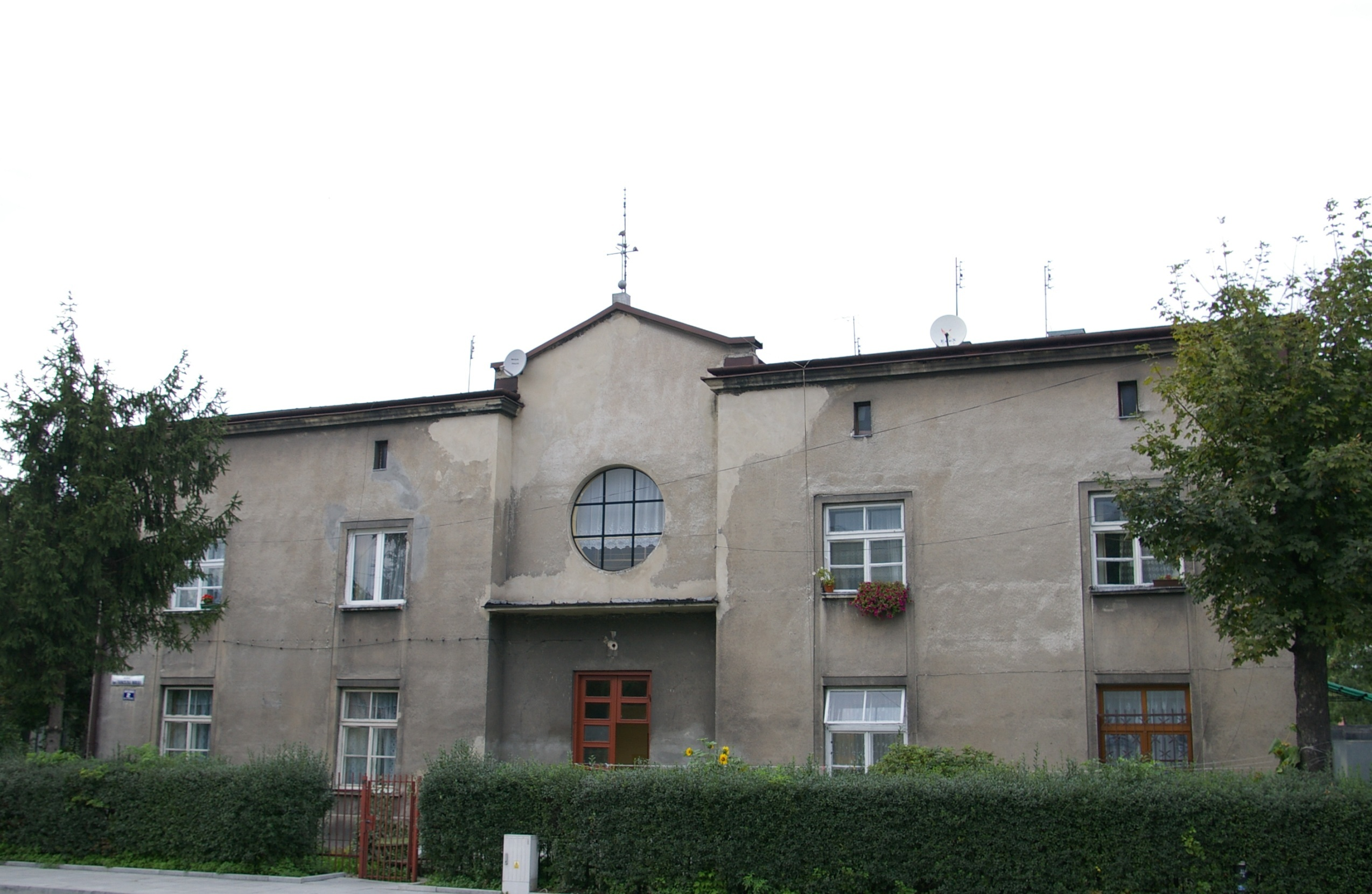
Budynek Seminarium Duchownego przy ul. Czarnej 2 w Krakowie (ob. ulica bpa Hodura) (1928-1945, 1947-1952)

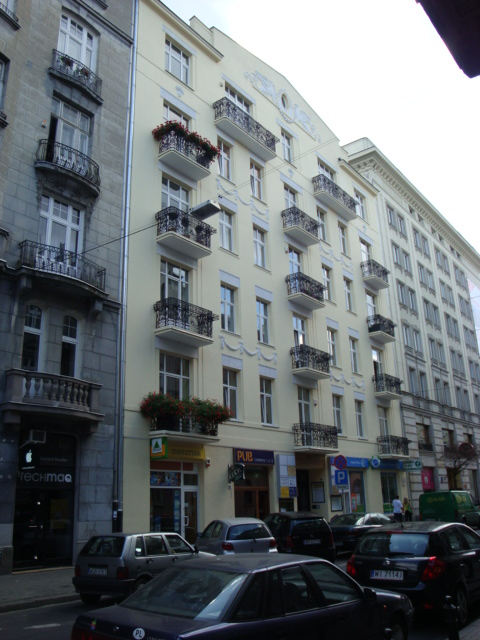
Budynek Seminarium Duchownego przy ul. Wilczej 31 w Warszawie

Wyższe Seminarium Duchowne Kościoła Polskokatolickiego w Warszawie – jedyne seminarium duchowne Kościoła Polskokatolickiego w RP, założone w początkach 1960 przez bp. dra Maksymiliana Rodego, ale mające swoją genezę w okresie XX-lecia międzywojennego. Seminarium kształci przyszłych księży polskokatolickich oraz świeckich pracujących w przyszłości dla dobra wspólnoty, według własnego programu metodyczno-wychowawczego.
Wyższe Seminarium Duchowne Kościoła Polskokatolickiego w Warszawie jest wyższą szkołą teologiczną uprawnioną do nadawania absolwentom tytułu zawodowego licencjata teologii starokatolickiej. Tytuł ten jest równoważny z tytułem zawodowym licencjata nadawanym przez państwowe szkoły wyższe. Seminarzyści kształcący się w seminarium zdobywają wykształcenie na Chrześcijańskiej Akademii Teologicznej w Warszawie.

## Historia

### Lata 1923–1954
Wyższe Seminarium Duchowne Kościoła Polskokatolickiego czerpie genezę z założonego w 1923 Seminarium Duchownego Polskiego Narodowego Kościoła Katolickiego (PNKK). Seminarium mieściło się w Krakowie przy ulicy Antoniego Madalińskiego 10. Jego założyciel, a zarazem pierwszy rektor, bp Franciszek Bończak zachęcał w organie prasowym Kościoła „Polska Odrodzona” młodych mężczyzn, aby wstępowali do Seminarium narodowego.
I Synod Kościoła PNKK w Polsce, w którym uczestniczył bp Franciszek Hodur – organizator PNKK – obradujący w Warszawie w dniach 27–29 czerwca 1928 powołał formalnie do istnienia Seminarium Duchowne, ustalając program nauczania i regulamin alumnów. Siedzibę Seminarium w Krakowie przeniesiono z ulicy Madalińskiego na ulicę Czarną 2 (przemianowana na ulicę Franciszka Hodura). Większy napływ studentów do Seminarium Duchownego rozpoczął się od 1927. W latach 1927–1939 studiowało w seminarium 60 alumnów. Kandydaci do kapłaństwa pochodzili zwykle z rodzin biednych, nieraz byli półsierotami. W przygotowaniu do kapłaństwa wszczepiano alumnom idee narodowe, które miały być ich programem duszpasterzowania. W latach 1934–1939 po studiach, trwających od kilku miesięcy do 3 lat wyświęcono 37 kapłanów: bp Władysław Faron udzielił święceń dziewiętnastu diakonom, bp Leon Grochowski sześciu, bp Jakub Jasiński pięciu, bp Józef Padewski sześciu, a bp Franciszek Hodur jednemu. Ponadto w okresie okupacji hitlerowskiej bp Józef Padewski wyświęcił warunkowo sześciu kapłanów. 
Po zakończeniu II wojny światowej Tymczasowa Rada Kościoła podjęła decyzję o reaktywowaniu Seminarium Duchownego z siedzibą w Szczecinie, gdzie zgłosiło dwóch kandydatów. Dnia 20 lutego 1946 do kraju powrócił biskup Józef Padewski, który w latach 1947-1948 wyświęcił 4 kapłanów. Pod koniec 1947 Seminarium przeniesiono do Krakowa do budynku przy ul. Czarnej 2, gdzie funkcjonowało przed wojną. Wykładowcami od 1951 byli: ks. Adam Jurgielewicz, ks. Fryderyk Lachmayr, ks. Walerian Kierzkowski, ks. Michał Samborski, ks. Szczepan Włodarski oraz świeccy nauczyciele. Zdecydowano, że rektorem uczelni będzie biskup-ordynariusz z urzędu. 1 października 1954 przeprowadzono reformę placówki i na nowych zasadach przyjęto 11 kandydatów. Dnia 16 marca 1952 siedzibę Seminarium Duchownego przeniesiono z Krakowa do Warszawy do budynku przy ul. Szwoleżerów 4. Problemy finansowe i lokalowe doprowadziły do rozwiązania seminarium w 1954.

### Lata 1960–2012
Kiedy w 1959 zwierzchnictwo w Kościele Polskokatolickim objął ks. bp prof. dr Maksymilian Rode, postanowił on reaktywować Seminarium Duchowne. 23 stycznia 1960 aktem erekcyjnym wskrzeszono Wyższe Seminarium Duchowne przy ul. Szwoleżerów 4. Spod ręki bpa prof. dra Maksymiliana Rodego wychodzili kapłani dobrze uformowani, wykształceni i przygotowani do pracy duszpasterskiej w parafiach. Odsunięcie od władzy nad Kościołem Polskokatolicki biskupa Maksymiliana Rode spowodowało zahamowanie rozwoju i regres działalności Seminarium Duchownego, które potem nie działało na taką skalę i w tak rozbudowanej strukturze.
Biskup Julian Pękala zarządzał Kościołem 1965–1976. W tym czasie Seminarium prawie nie istniało. Wyświęcił jednak kilku kapłanów spośród zgłaszających się byłych kleryków rzymskokatolickich, po kilku miesiącach studiów teologicznych, jakie zdobywali w seminariach rzymskokatolickich. Dnia 16 lipca 1966 ks. Tadeusz Ryszard Majewski otrzymał sakrę biskupią i objął zarządzanie diecezją warszawską, a w 1976 został przez Synod Kościoła powołany na urząd zwierzchnika Kościoła Polskokatolickiego, który sprawował do 1995. W okresie rządów biskupów Juliana Pękali i Tadeusza Majewskiego Seminarium Duchowne działało szczątkowo przy ul. Szwoleżerów 4 w Warszawie, a alumni – studenci ChAT zmieniali swoje zamieszkanie, wędrując z ul. Szwoleżerów 4 na Wilczą 31, ul. Modlińską 205A i znowu na ul. Wilczą 31. 
Pod koniec grudnia 1996 zwierzchnictwo nad Kościołem Polskokatolickim przejął biskup prof. dr hab. Wiktor Wysoczański. Za staraniem nowego zwierzchnika Wyższe Seminarium Duchowne Kościoła uzyskało od Ministerstwa Szkolnictwa Wyższego status uczelni wyższej z prawem nadawania licencjatu. Po tej decyzji biskup Wiktor Wysoczański ustanowił zespół profesorów z grona duchownych do prowadzenia pracy metodycznej w placówce. Biskup Wysoczański dbał o to, aby kandydaci do kapłaństwa mieli nie tylko właściwą formację, ale i dobre przygotowanie teologiczne. Stał bowiem na stanowisku, że nie należy udzielać święceń kapłańskim tym, którzy nie odbędą regularnych pięcioletnich studiów w ChAT i WSD oraz nie zdobędą przynajmniej absolutorium ukończenia studiów wyższych. Biskup Wysoczański w latach 1997–2009 udzielił święceń kapłańskich ponad 10 alumnom Seminarium. Rok akademicki 2008/2009 rozpoczęło 3 alumnów, którzy równolegle studiowali w Sekcji Starokatolickiej Chrześcijańskiej Akademii Teologicznej, w roku akademickim 2012/2013 na uczelni studiował jeden kleryk.